# Coptaspis elegans
Coptaspis elegans är en insektsart som beskrevs av Willemse, C. 1966. Coptaspis elegans ingår i släktet Coptaspis och familjen vårtbitare. Inga underarter finns listade i Catalogue of Life.